# Ткачук Роман Денисович
Роман Денисович Ткачук (рос. Ткачук Роман Денисович; 31 серпня 1932, Свердловськ, РРФСР — 10 січня 1994, Москва, Росія) — російський актор українського походження.

## Біографія
Був актором Московського театру сатири. Уславився роллю Пана Владека у телевізійному шоу рос. «Кабачок 13 стульев».

## Фільмографія
- 1966: «Формула райдуги» — епізод
- 1968: «Служили два товариші» — червоний командир (любитель розстрілів)
- 1969 " Деревенський детектив" - директор клубу
- 1969: «Швейк у Другій світовій війні» (телеспектакль) — таємний агент і провокатор
- 1970: «Крок з даху»
- 1971: «Бумбараш»
- «Ефект Ромашкіна» (1973),
- «Втеча з палацу» (1974, Тарас Тарасович),
- «Така вона, гра» (1976, голова облспорткомітету),
- «Фантазії Веснухіна» (1976, т/ф, 2 а),
- «По вулицях комод водили» (1979),
- «Скарбничка» (1980, т/ф, 2 с, Корденбау),
- «Сімейна справа» (1982, Роман Бревдо)
- 1984: «Клятва Джантая» — Єремейчик

Ролі у кіножурналі «Фитиль»:
- «Виробнича практика» (1967, продавець);
- «Хобі» (1970, чоловік, який весь час лічить кількість слів у книжках);
- «Уві сні та наяву» (1973, директор магазину);
- «Несумісність» (1976, директор установи);
- «Терорист» (1990, пасажир літака).
- "Собачье сердце" (1988, профессор-ветеринар).